# 佩佩
佩佩（葡萄牙語：Pepe，ComM，1983年2月26日—），全名：克普勒·拉韋蘭·利馬·費雷拉（葡萄牙語：Képler Laveran Lima Ferreira），出生於巴西马塞约的前葡萄牙職業足球員，司職後衛，曾效力葡超球會波尔图。

## 球會生涯

### 出道初年：馬里迪莫
佩佩出道於馬里迪莫足球队，於2001年加入，當時的他僅18岁，一共為球會效力三年。

### 生涯早年：波圖
2004年，佩佩转会至波圖，总共为球会效力了三年至2007年。

### 生涯成名：皇家馬德里
2007年，佩佩加盟皇家馬德里，當年只有24岁的他穿起3号球衣，结果成为皇家馬德里史上其中一个最成功的中后卫。他与他的拍檔沙治奧·拉莫斯勇悍的攔截和不怕得牌的性格成为了皇家馬德里这段时期的标志，不過亦经常因過於兇狠的攔截而伤及对方球员，亦经常累積黃牌而停赛。
佩佩效力皇家馬德里时期总共奪得了2006-07、2007-08、2011-12及2016-17年度西甲冠军、2013-14、2015-16及2016-17年度欧联冠军等重要大赛冠军。

### 生涯黃昏：比锡达斯
2017年，佩佩选择离开效力了10年的皇家馬德里，前往土超加盟比錫達斯，在土超共踢了兩年。

### 征战连年后：返回波圖
2019年，佩佩返回自己职业生涯早年效力的波圖，並以队长身份带领球队。
2023年11月7日，佩佩以40岁零254天的年龄创下了欧冠进球最年长纪录。此前不久他還創下歐冠非門將最年長出場紀錄。
2024年8月9日，佩佩宣布退役。

## 國家隊生涯
佩佩出生於巴西，故此他有代表巴西国家队的资格。2006年，时任巴西队教练邓加曾召佩佩进巴西成年队，但佩佩拒絕，並表明取得葡萄牙護照後將代表葡萄牙上陣。
如願以償，他在2007年獲召入葡萄牙國家隊。
佩佩首次代表国家队出战的主要锦标赛事是2008年歐洲國家盃，但该年八强葡萄牙被德国以三比二淘汰出局。
2014年世界盃，佩佩在被德國完胜的比賽中因用头顶撞汤馬士·梅拿而领紅被逐离场，成为小组赛出局的導火線。
2016年歐洲國家盃小组赛，葡萄牙整体表现慢热，只能以最佳第三名出线，淘汰賽階段亦只有一场能在法定时间贏波，但憑著球員們的意志不斷杀退對手，而整屆賽时佩佩居功至偉，多次作出關鍵防守。虽然他在四強对陣威尔斯的比赛中因累積牌停赛，但接替他出场的般奴·艾維斯仍然带领葡萄牙击败对手，並在復出的總決賽佩佩得到該場最高評分，以及為國家贏得首座歐洲國家盃冠軍。
2018年世界盃，佩佩在16强对烏拉圭的比赛中头球破门追平比分，但仍然不敵烏拉圭出局。
2019年欧国联，佩佩作為主力球员为国家贏得首屆欧国联。
2022年世界盃上，39歲的佩佩成為葡萄牙队中上阵年齡最長的球员，并在1/8决赛对阵瑞士的比赛中打入一粒进球，成功超越国家队队长，收获世界杯淘汰赛进球。1/4决赛不敌摩洛哥后，佩佩成为第一位预测并祝贺阿根廷夺冠的人。

## 風格
佩佩頭球出色，拼搶兇狠速度快；但在場上不斷做出暴力傷人的舉動為球迷詬病，加上光頭樣貌讓他獲得「武僧」惡名，與同樣以殺人防守著稱的荷蘭後腰南祖·迪莊一起被戏稱為『北德容，南佩佩』，而他在皇家马德里时期与沙治奧·拉莫斯的组合更是防守保证，大大減轻门将的工作量。

## 爭議
在2009年4月一場西甲比賽對陣赫塔費的賽事中，比比在禁區推跌卡斯基路被罰12碼後，隨即施以「連環腿」，連踢倒地的卡斯基路2腳；在被逐後還走到隊友加戈背後，悄悄揮右拳擊向赫塔費中場艾賓面部。比比在離場時還以粗言辱罵第4球證，希古恩射入致勝球時又違規衝入球場慶祝。比比被西甲賽會重罰，總共停賽10場。他成為皇馬在西甲史上停賽刑期最長的球員。10場停賽除了使他錯過當季餘下賽事外，亦將缺陣來季首4仗。经过5个月的停賽，比比在2009年9月重返綠茵場。
在2012年西班牙盃的首回合主場對巴塞羅那賽事中，他在美斯被侵犯後踐踏後者的手背，但球證看不到，事後亦遭抨擊，比比其後向美斯道歉，但強調無意傷害任何人。
在2014年世界盃分組賽G組德國對葡萄牙時，比比又因頭撞湯馬士·梅拿，令葡萄牙在37分鐘便要少打一人，最後更大敗0-4，埋下球隊最終分組賽出局的伏線。不過該場比賽亦有不少爭議，部分名宿及前球證亦指梅拿有明顯的表演成分，亦應該被罰。

## 榮譽
波圖
- 葡萄牙超級聯賽 冠軍：2005-06、2006-07、2019-20、2021-22
- 葡萄牙盃 冠軍：2005-06、2019-20、2021-22、2022-23、2023-24
- 葡萄牙超級盃 冠軍：2004年、2006年、2020年、2022年
- 葡萄牙聯賽盃 冠軍：2023年
- 洲際盃 冠軍：2004年

皇家馬德里
- 西班牙甲組聯賽 冠軍：2007-08、2011-12、2016-17
- 西班牙國王盃 冠軍：2010-11、2013-14
- 西班牙超級盃 冠軍：2008年、2012年
- 歐洲冠軍聯賽 冠軍：2013-14、2015-16、2016-17
- 歐洲超級盃 冠軍：2014年、2016年
- 世界冠軍球會盃 冠軍：2014年、2016年

葡萄牙
- 歐洲國家盃 冠軍：2016年
- 聯合會盃 季軍：2017年
- 歐洲足協國家聯賽 冠軍：2019年

### 勳章
- 功績勳章指揮官級：2016年

## 外部連結
- Soccerway資料庫：佩佩